# Степанов, Вадим Анатольевич
Вадим Анатольевич Степанов (род. 21 мая 1965 года) — российский генетик, специалист в области медицинской генетики, академик РАН (2022).

## Биография
Родился 21 мая 1965 года.
В 1988 году окончил биолого-почвенный факультет Томского государственного университета, специальность «биология».
С 1989 года по настоящее время — работает в Томском национальном исследовательском медицинском центре, где прошёл путь от младшего научного сотрудника до заместителя директора института по научной работе (2000—2015), врио директора института (с 2015 года), в 2016 году — избран директором НИИ медицинской генетики Томского НИМЦ.
В 1995 году защитил кандидатскую диссертацию, тема: «ДНК-полиморфизм генов аполипротеина В и липазы липопротеинов в связи с ишемической болезнью сердца и уровнем липидов плазмы крови».
С 2000 года по настоящее время — руководитель лаборатории эволюционной генетики.
В 2001 году защитил докторскую диссертацию, тема: «Этногеномика населения Северной Евразии».
С 2003 года по настоящее время — профессор кафедры цитологии и генетики биологического института ТГУ, в 2014 году организовал и возглавляет по настоящее время лабораторию онтогенетики человека ТГУ.
С 2010 года — профессор по специальности «Генетика».
В 2016 году избран членом-корреспондентом РАН.
С 19 декабря 2018 года — врио директора, с 19 декабря 2019 года — директор Томского НИМЦ.
В 2022 году избран академиком РАН.

## Научная деятельность
Специалист в области медицинской генетики.
Основные научные результаты:
- обнаружены варианты генома, связанные с подверженностью к ряду распространённых болезней в российских популяциях;
- исследованы закономерности эволюции генофондов российских популяций, обнаружены популяционно-генетические механизмы накопления ряда наследственных болезней в популяциях Сибири;
- разработаны системы генетических маркеров и тест-систем для диагностики подверженности к распространённым заболеваниям, популяционной генетики и ДНК-идентификации.

Автор более 400 печатных трудов, в том числе 13 монографий, 5 российских патентов на изобретения.
Под его руководством защищены 2 докторских и 13 кандидатских диссертаций.

## Награды
- Орден Почёта (5 февраля 2024 года) — за большой вклад в развитие отечественной науки, многолетнюю плодотворную деятельность и в связи с 300-летием со дня основания Российской академии наук[3]
- Медаль ордена «За заслуги перед Отечеством» II степени (2014)[4]